# فتحي النصري
فتحي النصري، كاتب وشاعر وأستاذ محاضر تونسي من مواليد 1958. له حتى الآن أكثر من خمس مجموعات شعرية منها مجموعته «جرار الليل». كما له أبحاث ودراسات أدبية تختص في الأدب والشعر العربي.

## سيرته المهنية
ولد فتحي النصري في تونس بتاريخ 7 يوليو 1958. درس في دار المعلمين العليا بتونس وحصل على شهادة البكالوريوس في اللغة العربية وآدابها في عام 1983، ثم على شهادة الكفاءة في البحث عام 1993. وفي عام 2003، نال على درجة الدكتوراه في الأدب العربي. يعمل النصري أستاذ محاضر ويرأس قسم اللغة العربية في كلية العلوم الانسانية والاجتماعية في تونس منذ أبريل 2011، كما أنه باحث جامعي متخصص في الأدب العربي. بدأ النصري مشواره في الشعر العربي في عام 1994 حيث أصدر مجموعته الشعرية الأولى بعنوان «قالت اليابسة» الصادرة عن دار أميّة في تونس. وبعدها بعام، أصدر مجموعته الشعرية الثانية بعنوان «أصوات المنزل» عن دار الأطلسية للنشر. ألف النصري حتى الآن ما يزيد عن خمس مجموعات شعرية بالإضافة إلى العديد من الأبحاث الأدبية والدراسات النقدية والتحليلية المختصة في الأدب والشعر العربي. كما أنه في عام 2020، أصدر كتاب «صديقي رضا لينين.. ورقات من سيرة جبل معطوب» الصادر عن دار مسكلياني للنشر والتوزيع، وهو عبارة عن سيرته الذاتية التي سرد فيها يومياته شعرا ونثرا وتطرق إلى مواضيع وأفكار عديدة منها قراءاة نقدية عميقة للحزب، والصحيفة، والجامعة، وأحداث الثورة التونسية، وغيرها من المواضيع.

## أعماله

### مجموعات شعرية
- قالت اليابسة، دار أمية، 1994

- أصوات المنزل، الأطلسية للنشر، 1995

- سيرة الهباء، الشركة التونسية للنشر وتنمية فنون الرسم، 1999

- جرار الليل، مسكلياني للنشر والتوزيع، 2006

- منمنمات، الدار التونسية للكتاب، 2012

- الأشعار، الدار التونسية للكتاب، 2013

- مثل من فوّت موعدا ولا يريد أن ييأس، دار زينب للنشر، 2015

### كتاب
- صديقي رضا لينين.. ورقات من سيرة جبل معطوب، دار مسكلياني للنشر والتوزيع، 2020

### أبحاث ودراسات
- السردي في الشعر العربي الحديث، مسكلياني للنشر والتوزيع، 2006

- شعرية التخييل، قراءة في شعر سعدي يوسف، مسكلياني للنشر والتوزيع، 2008

- بنية البين الحرّ، مسكلياني للنشر والتوزيع، 2008

- شعريّة محمد الخالدي (مؤلف مشترك)، دار ورقة للنشر، 2009

- معجم السرديّات (مؤلف مشترك)، الرابطة الدوليّة للناشرين المشتركين، 2010

- صور التخييل في الشعر العربي الحديث، بحث فالأليغوريا، دار التنوير، 2013

- شعريّة الأليغوريا، مدخل إلى دارسة الصور السردية في الشعر الحديث، الدار التونسية للكتاب، 2015